# Pierrepont (Meurthe i Mozela)
Pierrepont – miejscowość i gmina we Francji, w regionie Grand Est, w departamencie Meurthe i Mozela.
Według danych na rok 1990 gminę zamieszkiwało 1058 osób, a gęstość zaludnienia wynosiła 151 osób/km² (wśród 2335 gmin Lotaryngii Pierrepont plasuje się na 353. miejscu pod względem liczby ludności, natomiast pod względem powierzchni na miejscu 832.).